# Imaa Queen
Imaa Queen, nombre artístico de Adam Spjuth (26 de diciembre de 1993), es una drag queen e intérprete sueca.

## Trayectoria
Como Imaa Queen, ha sido varias veces nominada al premio Drag of the Year de la revista sueca QX, que forma parte de la Gaygalan, entre 2018 a 2022. En ese último año, ganó el título.
En 2021, también obtuvo la victoria en el concurso internacional de drag The EuroStars Drag Contest.
Con la faceta de Imaa Queen, participará en la primera temporada de Drag Race Sverige, adaptación sueca del programa RuPaul's Drag Race que se estrenará en 2023.

## Vida personal
Aunque es una persona de género no-binario, no recurre al uso del pronombre personal neutro hen.